# Crangonyx grandimanus
Crangonyx grandimanus är en kräftdjursart som beskrevs av Edward Lloyd Bousfield 1963. Crangonyx grandimanus ingår i släktet Crangonyx och familjen Crangonyctidae. IUCN kategoriserar arten globalt som sårbar. Inga underarter finns listade i Catalogue of Life.